# Neoféma modrohlavá
Neoféma modrohlavá (syn. traváček modrohlavý, Neophema splendida) je druh z čeledi Psittaculidae, z rodu neoféma. Tento druh je endemický pro střední jižní a jihozápadní Austrálii. Neofémy modrohlavé jsou přizpůsobiví ptáci, kteří dlouhou dobu vydrží i bez vody. Živí se především semeny travin, oblíbenou rostlinou jim jsou především lipnicovité druhy z rodu Spinifex. Všechny druhy neofém, zvláště neoféma modrohlavá, jsou oblíbené mezi chovateli okrasného ptactva.

## Taxonomie

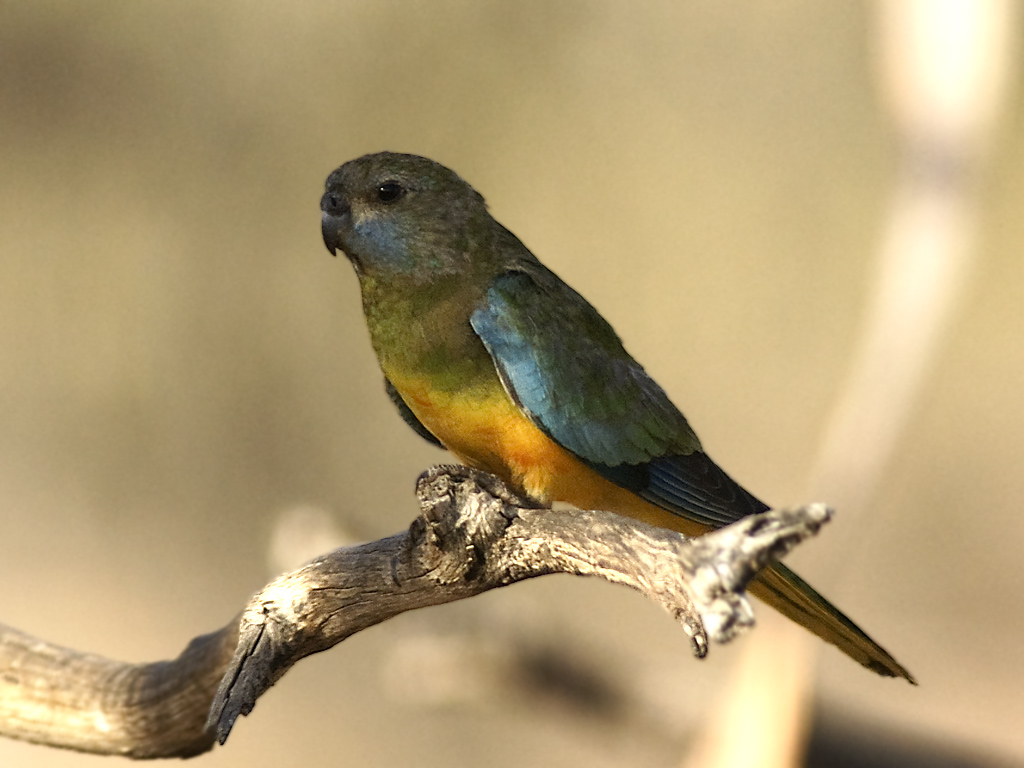
Mladá samička

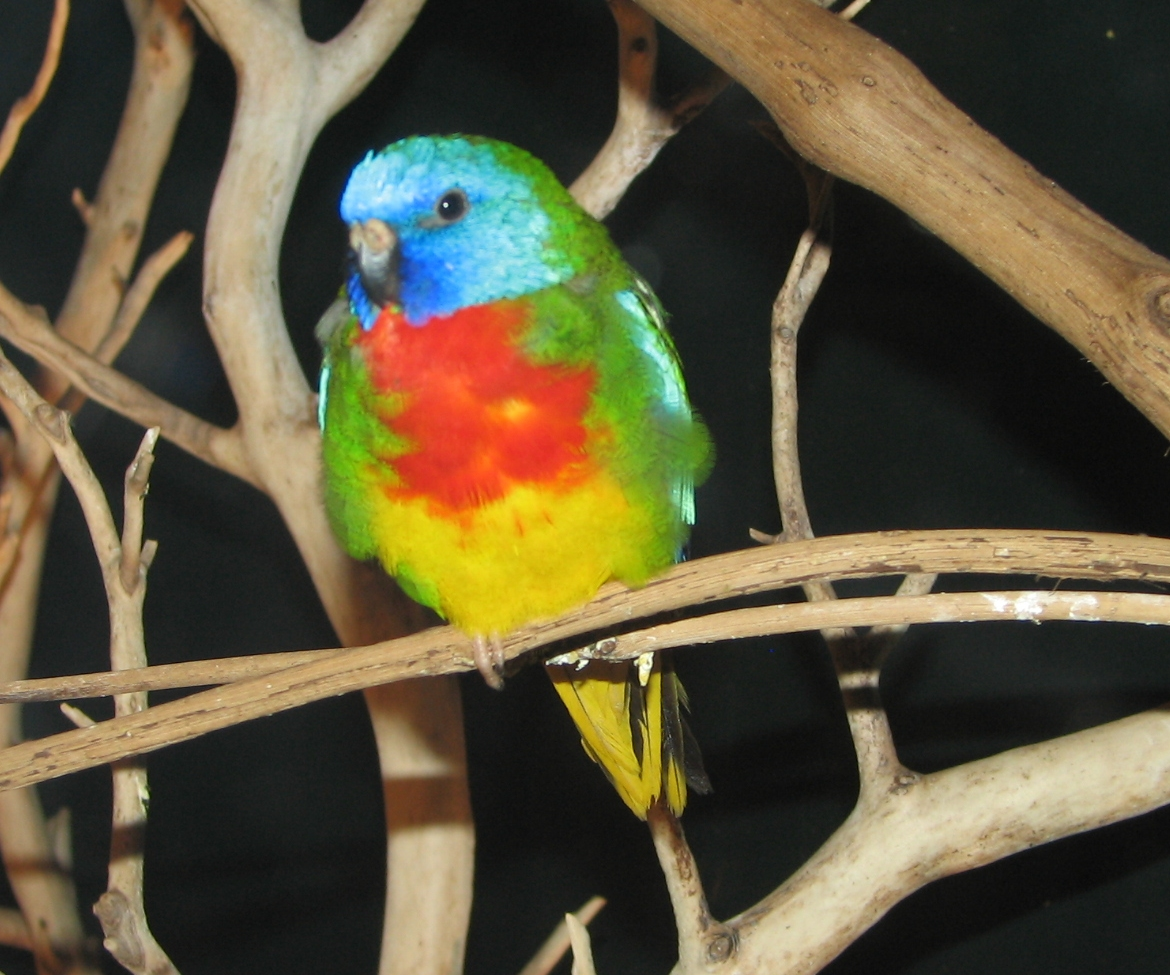
Fotografie samečka zepředu: vidět je především krásně vybarvená hruď

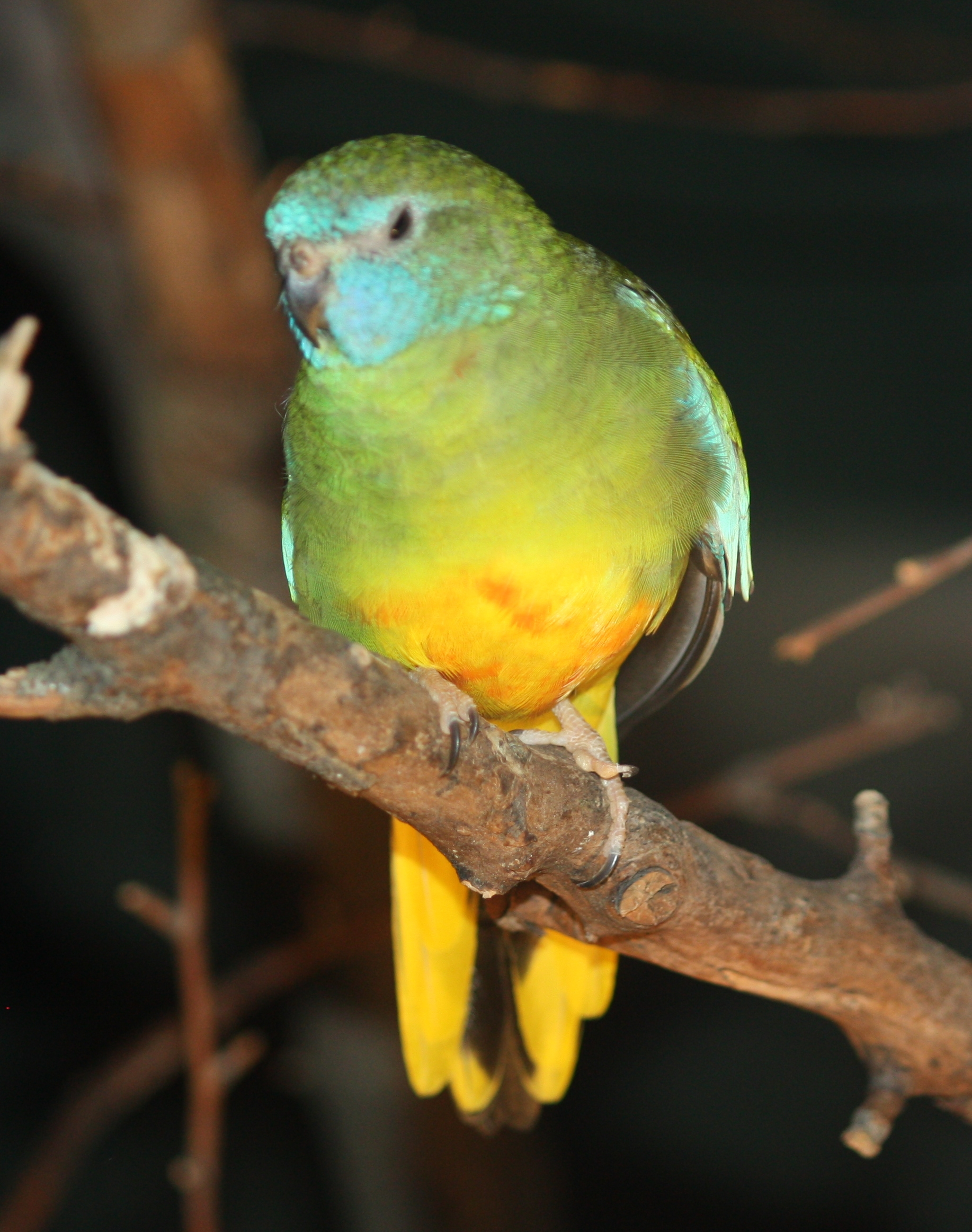
Samička chovaná v zajetí: je vidět chybějící šarlatová hruď

Druh neoféma modrohlavá poprvé popsal ornitolog John Gould v roce 1841 pod latinským názvem Euphema splendida. Netvoří žádné poddruhy. Samotný rod neoféma poprvé popsal italský ornitolog Tommaso Salvadori v roce 1891 a hned toho roku přemístil neofému modrohlavou, tehdy ještě známou pod názvem Euphema splendida, do nového rodu. Tehdy také vzniklo pojmenování používané až do současné doby: Neophema splendida. Neoféma modrohlavá je jedním z šesti druhů z tohoto rodu a podle provedených testů DNA si je příbuzensky nejbližší s neofémou tyrkysovou.

## Popis
Na délku měří neofémy modrohlavé 19 až 21 cm. Mluví se o nich i jako o „nejhezčích a barevně nejkrásnějších obyvatelích našich klecí a voliér“. Druh vykazuje pohlavní dimorfismus; samečci mají jasně modrou obličejovou část, žluté břicho, zelená ocasní pera, hnědošedé nohy a šarlatový hrudník. Samičky jsou podobné, avšak postrádají šarlatový hrudník a jsou trochu menší. Typickým znakem všech neofém je velice malý a nezvykle zploštělý zobák. Nedospělí jedinci jsou jednotvárnější a méně pestří než dospělci. U samečků začíná červené peří na hrudi růst v období mezi druhým až třetím měsícem života, avšak až v osmnácti měsících je tato proměna zcela dokončena. Samičky neofém modrohlavých lze snadno zaměnit za samičky již zmíněného druhu; neofémy tyrkysové. Neofémy tyrkysové žijí ve východní Austrálii, avšak vzhledově se samičkám neofém modrohlavých podobají, rozdílem je barva křídel, jejichž barva je světle modrá.

### Mutace
Chov v zajetí časem způsobil i vytvoření hned několika mutací. Mezi oblíbené recesivní mutace patří modrá běloprsá (místo červené bílá barva, zelenou nahrazuje modrá) a parblue (tělo zelené s modrým nádechem, břicho citronově žluté a hruď samečků má různé odstíny oranžové). Mezi mutace vázaná na pohlaví patří například skořicová (tělo je světle zelené, hlava a ramena světle modré, prsa červená, břicho žluté, letky světle hnědé), izabelová (celé tělo je světlejší a matnější na rozdíl od přírodních ptáků) nebo lutino (zářivě žlutá místo zelené, při křížení s modrou běloprsou vzniká mutace albino). Dominantní mutace jsou dvě; šedozelené (modrou nahrazuje ocelově šedá) a violeta (bílé dolní partie, fialový zbytek těla, vysoká úmrtnost mladých jedinců).

## Výskyt
Neofémy modrohlavé vyhledávají suché oblasti australského kontinentu, od západní Austrálie na východ přes jižní Austrálii a jižním Severním teritorium až po Nový Jižní Wales. Právě zde se jedná o zranitelné ptáky, jejichž populace je značně nestabilní, především kvůli častému odchytu zvířat do obchodů se zvířaty. Naopak ve zbytku Austrálie se jedná o běžný druh se stabilní populací, i proto přísluší neofémám modrohlavým dle IUCN status málo dotčený (LC).

## Chování

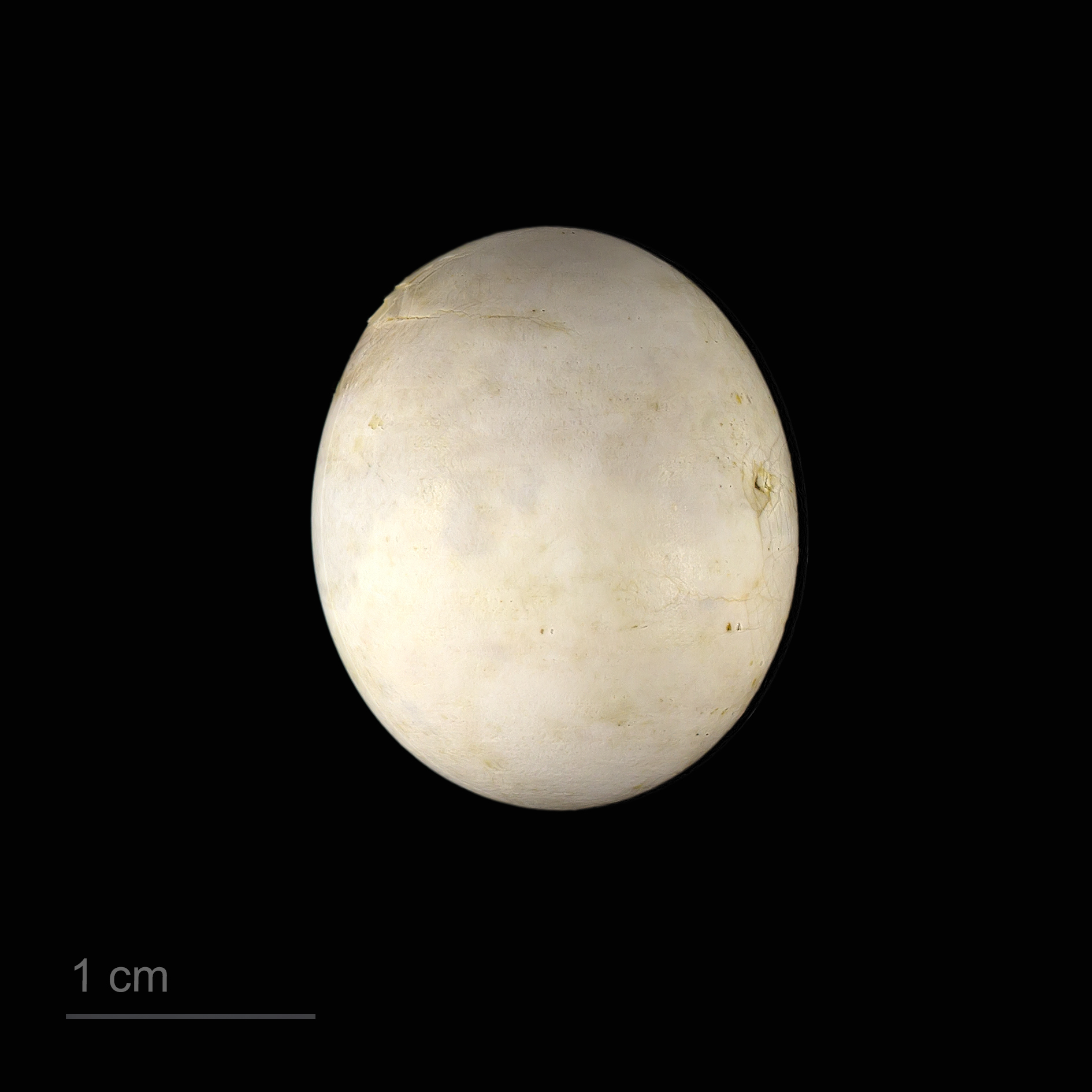
Neophema splendida

Větší část jídelníčku neofém modrohlavých tvoří semena travin, avšak živí se i na sukulentních rostlinách, například rozestálkách (Calandrinia). Neofémy žijí celoročně v párech, výjimečně i v malých skupinkách.
Hnízdění probíhá ve volné přírodě od srpna do října nebo po období dešťů. Hnízdo se ve většině případů nachází v dutinách stromů, mezi nejčastěji využívané patří blahovičníky. Snůška čítá čtyři až šest čistě bílých vajec o rozměrech 23 x 19 mm.

## Chov v zajetí
Jsou to ptáci oblíbení mezi chovateli okrasného ptactva a to i v Česku. Neoféma modrohlavá je pravděpodobně nejčastěji chovaným druhem neofémy v zajetí. Jsou oblíbené nejen pro kouzelný vzhled a četné mutace, ale i pro klidnou a zvídavou povahu. Na druhou stranu, četné mutace a přešlechtění některých ptáků má za následek chatrné zdraví, jak fyzické, tak psychické. Například mladí jedinci s mutací violeta mají velkou úmrtnost, jen málo z nich se dožije dospělosti. Mimo jiné jsou tito ptáci náchylní k různým infekcím, které se přenáší nejen mezi ptáky, ale i z klecí a voliér, ve kterých žijí. Největším zdravotním problémem bývají škrkavky, kterými trpí ptáci chovaní zejména ve venkovních voliérách. Jsou to přátelští a důvěřiví ptáci, proto nejenže není těžké si je ochočit, ale navíc se dají chovat společně s jinými druhy menších papoušků nebo astrildů.